# Quepe

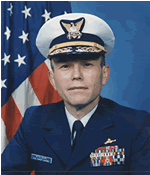
Quepe militar estadunidense

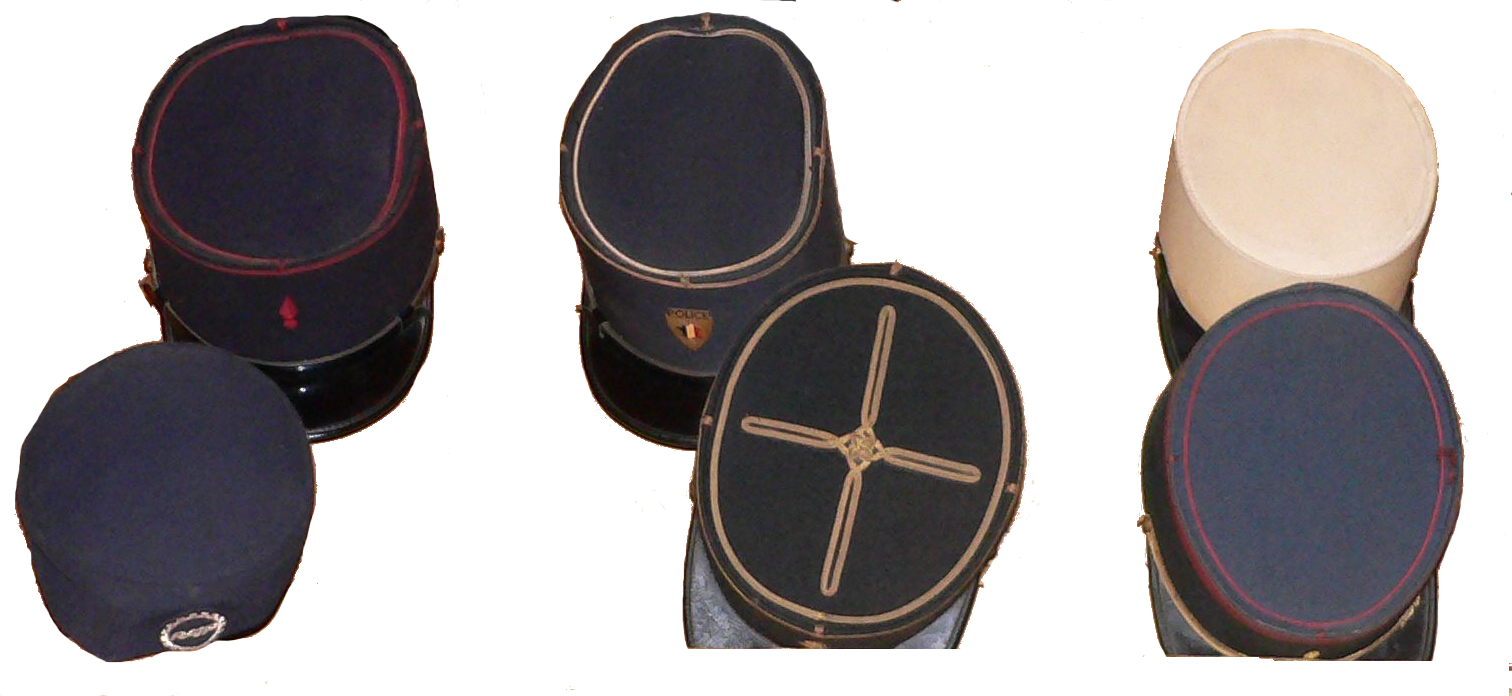
Diversos quepes franceses

Quepe ou quépi é um chapéu de uso militar, do tipo boné, cuja característica é o topo circular e uma aba sobre os olhos. A palavra quepe ou quépi deriva do francês képi que, por sua vez, vem do alemão Käppi. O seu formato varia de acordo com o país e a graduação dos usuários.
Os quepes militares franceses se caracterizam pelo formato cilíndrico rígido e apresentam aba sobre os olhos. Surgiram por volta de 1830, durante a ocupação da Argélia, e foi o mais popular adereço militar para cabeça usado pelo Exército da França. Durante a Guerra Civil Americana, os soldados estadunidenses usaram um tipo de quepe semelhante ao quepe francês, porém, sua copa era mais desestruturada.
Os quepes também foram e continuam sendo usados por não militares, como maquinistas de trem, motoristas particulares, porteiros de hotel, aviadores etc.